# Marco Pigossi
Marco Pigossi, all'anagrafe Marco Fábio Maldonado Pigossi (San Paolo, 1º febbraio 1989), è un attore, produttore cinematografico ed ex nuotatore brasiliano, noto per aver interpretato il ruolo di Fabio nella serie Alto mare (Alta mar) e per quello di Eric nella serie Città invisibile (Cidade Invisível).

## Biografia

### Origini
Marco Pigossi è nato il 1º febbraio 1989 a San Paolo (Brasile), da Oswaldo Pigossi e da Mariness Maldonado.

### Carriera

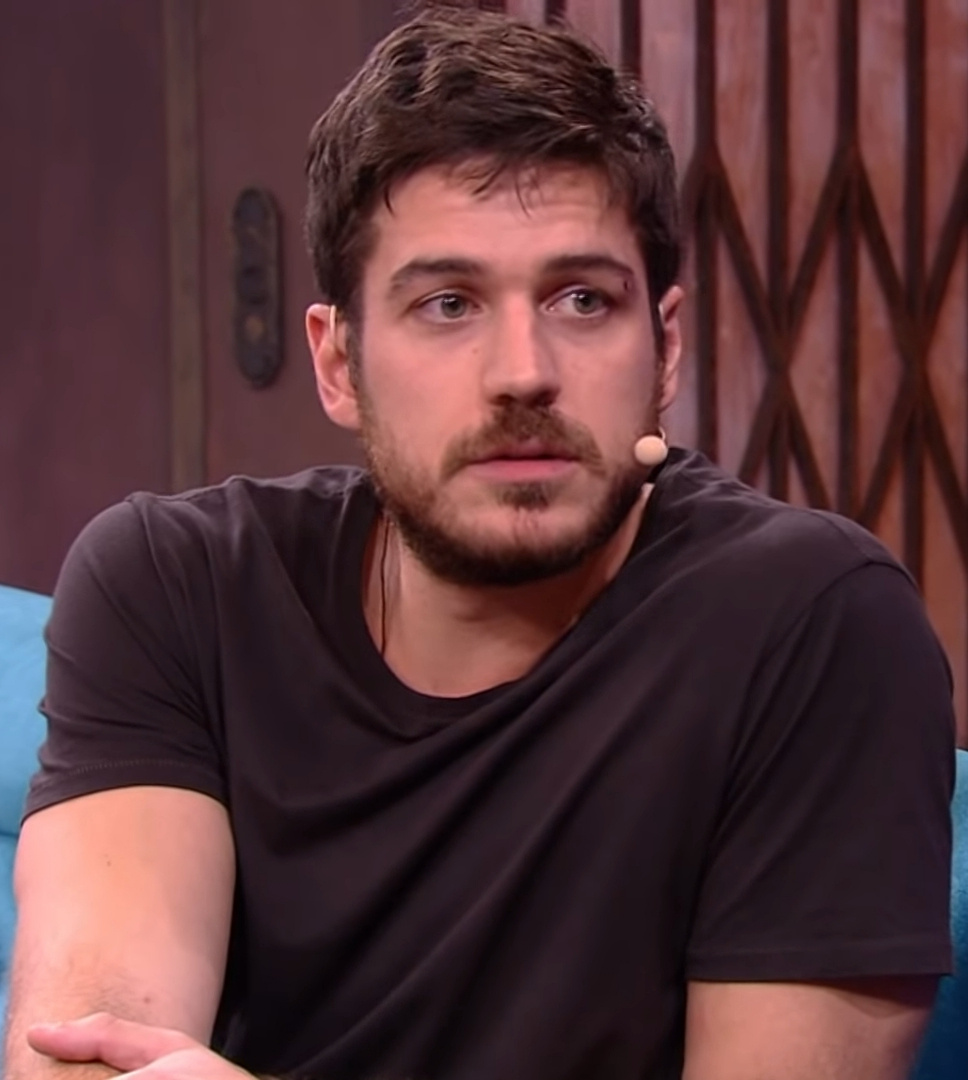
Marco Pigossi nel 2018, ospite del programma televisivo Lady Night.

Marco Pigossi ha conseguito i suoi studi in comunicazione sociale con una laurea in radio e televisione presso la Anhembi Morumbi University. È stato un nuotatore professionista, secondo classificato a San Paolo nel 2005, per il club Athletico Paulistano.
Ha iniziato la sua carriera nel 2003 in SBT, dove è stato selezionato per recitare nella versione brasiliana di Rebelde Way. In Brasile l'adattamento si chiama Os Rebeldes e nella soap ha interpretato il personaggio di Artur Valente. La versione è stata rifiutata dal Gruppo Cris Morena e la produzione si è interrotta nel mezzo. All'epoca Marco avrebbe fatto parte della banda musicale della telenovela e aveva già registrato alcune musiche e tre capitoli, che ancora oggi sono negli archivi della rete Silvio Santos.
Nel 2004 si è trasferito alla Rede Globo e ha fatto parte del cast della miniserie Um só Coração, dove interpretava lo studente rivoluzionario Dráusio Marcondes de Souza. Nel 2007 ha interpretato Eterna Magia e Miguel Finnegan. Successivamente, nel 2008, ha interpretato l'adolescente Bruno nella miniserie Dear Friends e, nel 2009, ha interpretato il suo personaggio di maggior successo in Acuarela del amor, dove interpretava un omosessuale, Cássio. Nel 2010 ha interpretato il ruolo di Pedro, il figlio maggiore di André Spina, nella telenovela Cuchicheos. Nel 2011 ha interpretato Rafael nella telenovela Fina Estampa. Nel 2012 ha interpretato Giovenale nella telenovela Gabriela. Nel 2013 ha interpretato Bento, il suo primo protagonista, nella telenovela Laberintos del corazón. Nel 2014 ha interpretato Rafael Castro de Silva, il suo secondo protagonista, nella telenovela Boogie Oogie.
Nel 2020 ha ricoperto il ruolo di Fabio nella serie di Netflix Alto mare (Alta mar). L'anno successivo, nel 2021, ha svolto il ruolo di Eric nella serie Città invisibile (Cidade Invisível).

## Vita privata
Marco Pigossi tra il 2008 e il 2011 è stato sentimentalmente legato alla dottoressa biomedica Janaína Gomes. Nel 2020 ha iniziato a frequentare il regista italiano Marco Calvani, tuttavia l'attore non ha reso pubblica la sua relazione fino al 2021, quando ha postato sui social network una foto della mano con il suo partner. Dal 2018 vive a Los Angeles, negli Stati Uniti.

## Filmografia

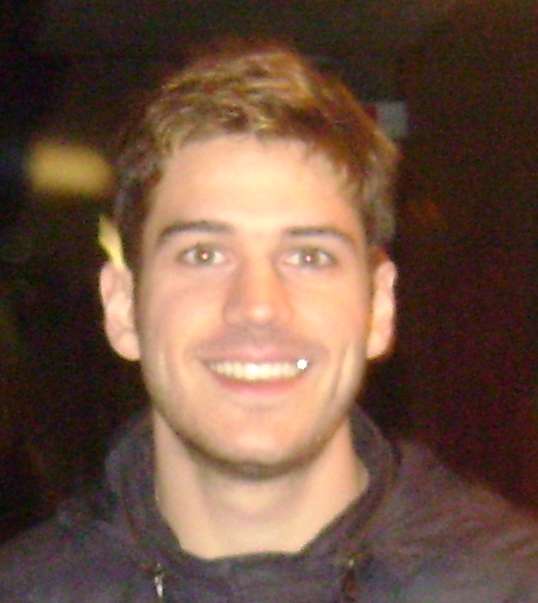
Marco Pigossi nel 2011.

### Cinema
- O Nome da Morte, regia di Henrique Goldman (2017)
- The Last Chance, regia di Paulo Thiago (2019)
- Best Place in the World, regia di Marco Calvani (2022)

### Televisione
- Um Só Coração – miniserie TV, (2004)
- Eterna Magia – serie TV, (2007)
- Queridos Amigos – serie TV, (2008)
- Caras & Bocas – serie TV, (2009-2010)
- Ti Ti Ti – serie TV, (2010)
- Fina estampa – serie TV, (2011-2012)
- Gabriela – serie TV, (2012)
- Sangue Bom – serie TV, (2013)
- Boogie Oogie – serie TV, (2014-2015)
- A Regra do Jogo – serie TV, (2015-2016)
- A Força do Querer – serie TV, (2017)
- Onde Nascem os Fortes – serie TV, (2018)
- Tidelands – serie TV, (2018)
- Alto mare (Alta mar) – serie TV, 6 episodi (2020)
- Città invisibile (Cidade Invisível) – serie TV, (2021)
- Getaway – serie TV, (2022)
- Gen V - serie TV, (2023)

### Cortometraggi
- O Diário Aberto de R., regia di Caetano Gotardo (2005)

### Produttore

#### Cinema
- Best Place in the World, regia di Marco Calvani (2022)

#### Cortometraggi
- A Better Half, regia di Marco Calvani (2022)

#### Documentari
- CorPolitica (Political Bodies), regia di Pedro Henrique França (2022)

## Programmi televisivi
- Domingão do Faustão (2009-2011)
- Estrelas (2013)
- Lady Night (2018)

## Doppiatori italiani
Nelle versioni in italiano delle opere in cui ha recitato, Marco Pigossi è stato doppiato da:
- Mattia Bressan in Città invisibile[20]
- Fabrizio De Flaviis in Gen V[21]

## Riconoscimenti
- Extra Television Awards, Brasile
  - 2009: Vincitore come Miglior attore rivelazione per la serie Caras & Bocas
  - 2013: Candidato come Miglior attore per la serie Sangue Bom

- Premi cinematografici indipendenti di Chicago
  - 2022: Candidato come Miglior film documentario per CorPolitica (Political Bodies) insieme a Pedro Henrique França

- Premio Contigo, Brasile
  - 2010: Candidato come Attore più promettente per Caras & Bocas
  - 2018: Vincitore come Miglior attore per la serie A Força do Querer

- Premio Qualità, Brasile
  - 2009: Candidato come Miglior attore non protagonista per la serie Caras & Bocas

- Trofeo stampa, Brasile
  - 2018: Vincitore come Miglior attore per la serie A Força do Querer